# Bathippus montrouzieri
Bathippus montrouzieri är en spindelart som först beskrevs av Lucas 1869.  Bathippus montrouzieri ingår i släktet Bathippus och familjen hoppspindlar. Inga underarter finns listade.

## Bildgalleri